# American Association of Physics Teachers
Die American Association of Physics Teachers (AAPT) ist eine US-amerikanische Gesellschaft mit Physik-didaktischen Zielen. Nach ihren offiziellen Statuten dient sie der „Verbreitung des Wissens über Physik, speziell durch die Lehre“ („dissemination of knowledge of physics, particularly by way of teaching“). Sie hat über 11.000 Mitglieder in über 30 Ländern (2007). Die AAPT gibt die Zeitschriften (beide Peer-reviewed) „American Journal of Physics“ und „The Physics Teacher“ heraus. Es gibt im Jahr zwei nationale Konferenzen im Winter und Sommer sowie Konferenzen der regionalen Teilgesellschaften. Sie organisieren eine Reihe von Wettbewerben für Studenten (u. a. des US Physics Teams für die internationale Physikolympiade) und verleiht Preise – ihre höchste Auszeichnung ist die Oersted Medal. Des Weiteren fördert die Association die Materialsammlung PhysPort, auf der forschungsbasierte Lehrmaterialien in vielerlei Sprachen (einschließlich Deutsch) für Lehrende frei verfügbar sind.
Die Gesellschaft wurde am 31. Dezember 1930 bei einem speziell dafür organisierten Treffen von 45 Physikern während der jährlichen gemeinsamen APS – AAAS Konferenzen  gegründet.  Die AAPT war eines der Gründungsmitglieder des American Institute of Physics.